# Lagoa do Sítio
Lagoa do Sítio là một đô thị thuộc bang Piauí, Brasil. Đô thị này có diện tích 789,71 km², dân số năm 2007 là 5042 người, mật độ 6,38 người/km².